# Machaerina lamii
Machaerina lamii är en halvgräsart som först beskrevs av Georg Kükenthal, och fick sitt nu gällande namn av Johannes Hendrikus Kern. Machaerina lamii ingår i släktet Machaerina och familjen halvgräs. Inga underarter finns listade i Catalogue of Life.